# Bathophilus schizochirus
Bathophilus schizochirus es una especie de pez de la familia Stomiidae en el orden de los Stomiiformes.

## Morfología
• Los machos pueden llegar alcanzar los 10,3 cm de longitud total.

## Hábitat
Es un pez de mar y de aguas profundas que vive hasta 540 m de profundidad.

## Distribución geográfica
Se encuentra en el  Atlántico oriental (Santa Helena), el  Atlántico occidental (Bahamas y Cuba), el Índico y el Pacífico.